# Selga de Ordás
Selga de Ordás es una localidad española perteneciente al municipio de Santa María de Ordás, en la provincia de León, comunidad autónoma de Castilla y León.

## Geografía

### Ubicación
| Noroeste: Canales-La Magdalena | Norte: Canales-La Magdalena | Noreste: Otero de las Dueñas |
| Oeste: Villapodambre           |                             | Este: Tapia de la Ribera     |
| Suroeste Sorrios de Ordás      | Sur: Rioseco de Tapia       | Sureste: Tapia de la Ribera  |

## Demografía
Evolución de la población
| Gráfica de evolución demográfica de Selga de Ordás entre 2000 y 2016 |
|                                                                      |
| Población de derecho (2000-2016) según el padrón municipal del INE   |